# 维多利亚·埃森
维多利亚·露西·埃森（英語：Victoria Lucy Esson；1991年3月6日—），新西兰女子足球运动员，司职守门员，目前效力于格拉斯哥流浪者和新西兰国家女子足球队。她曾代表新西兰参加2020年和2024年夏季奥林匹克运动会女子足球比赛等多场国际赛事。